# Gomphocarpus phillipsiae
Gomphocarpus phillipsiae är en oleanderväxtart som först beskrevs av Nicholas Edward Brown, och fick sitt nu gällande namn av Goyder. Gomphocarpus phillipsiae ingår i släktet Gomphocarpus och familjen oleanderväxter. Inga underarter finns listade i Catalogue of Life.